# Campyloneurus albicans
Campyloneurus albicans är en stekelart som beskrevs av Günther Enderlein 1920. Campyloneurus albicans ingår i släktet Campyloneurus och familjen bracksteklar. Inga underarter finns listade.